# 1999 na literatura

## Eventos
- 8 de Julho - É Lançado o livro Harry Potter and the Prisoner of Azkaban o terceiro livro da série Harry Potter

## Mortes
| Data           | Nome                            | Profissão                                                              | Nacionalidade  | Observações                | Ref   |
| -------------- | ------------------------------- | ---------------------------------------------------------------------- | -------------- | -------------------------- | ----- |
| 8 de Fevereiro | Iris Murdoch                    | escritor                                                               | Irlanda        | n. 1919                    |       |
| 7 de Março     | Antônio Houaiss                 | filólogo, escritor, crítico literário, tradutor, diplomata e professor | Brasil         | n. 1915                    |       |
| 18 de Maio     | Dias Gomes                      | dramaturgo                                                             | Brasil         | n. 1922                    |       |
| 8 de Julho     | Jayme Caetano Braun             | pajador                                                                | Brasil         | n. 1924                    |       |
| 2 de Julho     | Mario Puzo                      | escritor                                                               | Estados Unidos | n. 1920                    |       |
| 3 de Agosto    | Alexandre Maria Pinheiro Torres | escritor, historiador de literatura, crítico literário                 | Portugal       | n. 1923                    |       |
| 13 de Agosto   | Herberto Sales                  | jornalista e escritor                                                  | Brasil         | n. 1917                    |       |
| 19 de Setembro | José J. Veiga                   | escritor                                                               | Brasil         | n. 1915                    |       |
| 22 de Setembro | António Lopes Ferreira          | poeta e escritor                                                       | Portugal       | n. 1919                    |       |
| 25 de Setembro | Marion Zimmer Bradley           | escritora                                                              | Estados Unidos | n. 1930                    |       |
| 9 de Outubro   | João Cabral de Melo Neto        | poeta e diplomata                                                      | Brasil         | n. 1922 Prémio Camões 1990 | [ 1 ] |
| 18 de Novembro | Paul Bowles                     | escritor                                                               | Estados Unidos | n. 1910                    |       |
| 27 de Novembro | Alain Peyrefitte                | pensador, político, diplomata e ensaísta                               | França         | n. 1925                    |       |
| 12 de Dezembro | Joseph Heller                   | escritor                                                               | Estados Unidos | n. 1923                    |       |

## Prémios literários
- Nobel de Literatura - Günter Grass
- Prémio Camões - Sophia de Mello Breyner[1]
- Prémio Machado de Assis - Fernando Sabino

## Publicações

### Prosa
- João Ubaldo Ribeiro
  - A Casa dos Budas Ditosos
  - Arte e Ciência de Roubar Galinhas
- J. K. Rowling - Harry Potter e o Prisioneiro de Azkaban